# Lake Superior State University
Die Lake Superior State University (kurz LSSU) ist eine öffentliche Universität in Sault Ste. Marie im US-Bundesstaat Michigan. Die Hochschule wurde 1946 gegründet. Die Lake Superior State University ist bekannt für ihre Spezialisierung auf Management.

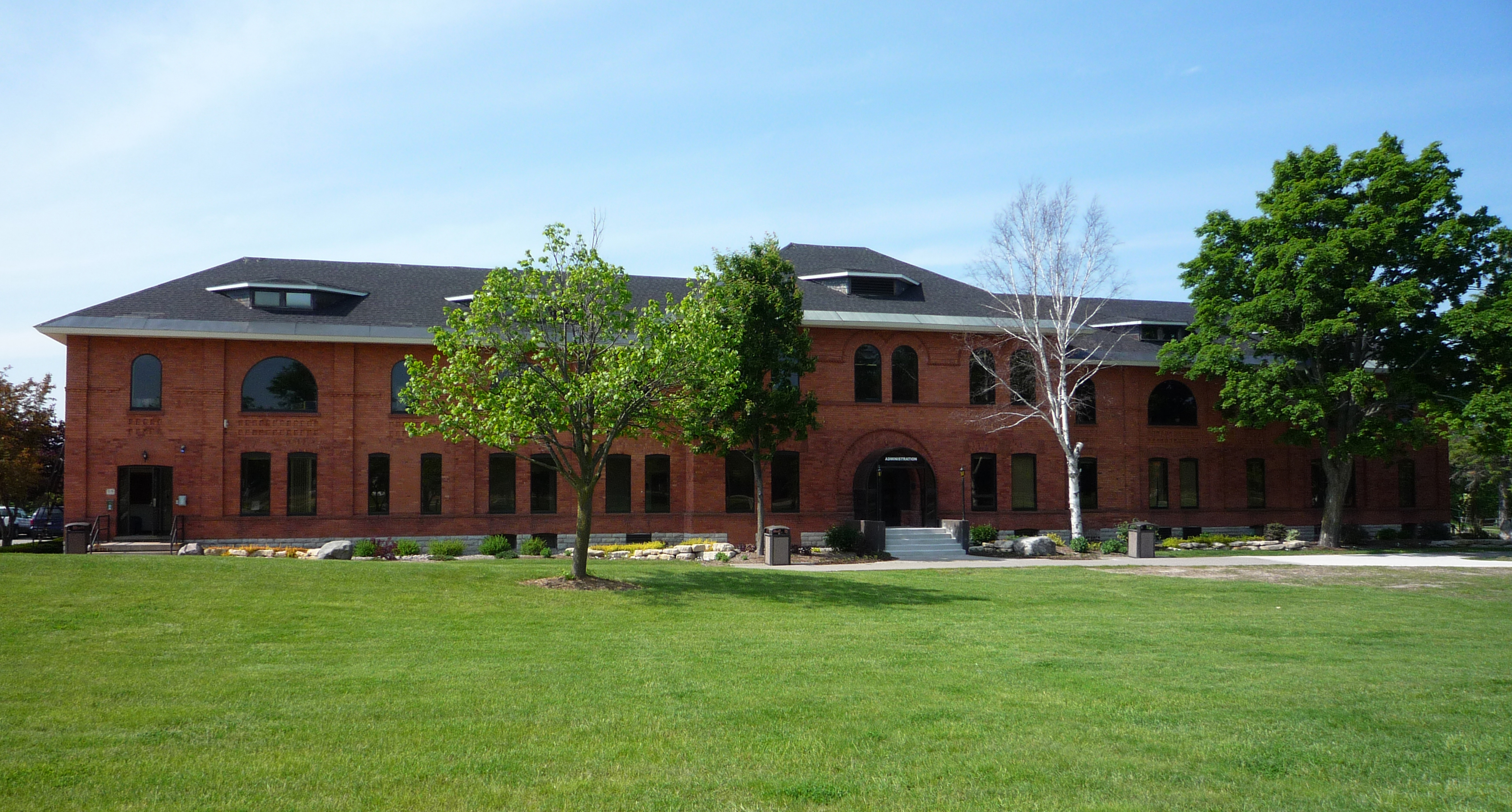
Verwaltungsgebäude der Universität (2009)

## Zahlen zu den Studierenden und den Dozenten
Im Herbst 2021 waren 1.812 Studierende an der Lake Superior State University eingeschrieben, die alle ihren ersten Studienabschluss anstrebten und die damit undergraduates waren. Von diesen waren 56 % weiblich und 44 % männlich; 1 % bezeichneten sich als asiatisch, 1 % als schwarz/afroamerikanisch, 1 % als Hispanic/Latino und 47 % als weiß. Es lehrten 151 Dozenten an der Universität, davon 93 in Vollzeit und 58 in Teilzeit. 2010 waren es rund 3.000 Studierende gewesen.

## Sport
Die Sportteams der Lake Superior State University sind die Lakers. Die Hochschule ist Mitglied in der National Collegiate Athletic Association. Die Lakers spielen hauptsächlich in der Division II  als Mitglieder der Great Lakes Intercollegiate Athletic Conference. Die Herren-Eishockeymannschaft spielt in der Division I als Mitglied der Central Collegiate Hockey Association.

## Bekannte Alumni
- Bates Battaglia (* 1975), Eishockeyspieler
- Clayton Beddoes (* 1970), Eishockeyspieler und -trainer
- Chris Dahlquist (* 1962), Eishockeyspieler
- Jim Dowd (* 1968), Eishockeyspieler
- John Grahame (* 1975), Eishockeyspieler
- Brian Rolston (* 1973), Eishockeyspieler
- Sean Tallaire (1973–2024), Eishockeyspieler
- Rob Valicevic (* 1971), Eishockeyspieler
- Doug Weight (* 1971), Eishockeyspieler